# Programa de Actuación Urbanística

Plano del Metro de Madrid en el PAU de Las Tablas.

Programa de Actuación Urbanística (PAU) es, en España, el marco legal de desarrollo urbanístico de barrios completos definido en el Real Decreto 2159/1978 de 23 de junio.
Los programas de actuación urbanística efectúan la ordenación y urbanización de terrenos clasificados como suelo urbanizable no programado para la realización de unidades urbanísticas integradas. Dichas unidades urbanísticas integradas suelen ser nuevos barrios, con dotación de servicios y equipamiento suficientes para garantizar la satisfacción de las demandas propias de la población o de las actividades económicas y sociales que se desarrollen dentro del barrio. El programa de actuación urbanística también debe especificar las obras de infraestructura necesarias para la correcta conexión del nuevo barrio con el resto de la ciudad desde el momento en que la gente comience a vivir.
A través de la Ley de Ordenación del Territorio y de la Actividad Urbanística, LOTAU, la comunidad autónoma de Castilla-La Mancha, amplió las competencias de los PAU, que ya operan tanto sobre Suelo Urbano No Consolidado, como Urbanizable, o incluso Suelo Rústico de Reserva.

## Los nombres de los PAU
A menudo los programas desarrollan barrios o incluso distritos completamente nuevos en las ciudades. Es común que en estos casos el nuevo barrio o distrito pase a denominarse con el nombre del programa, como por ejemplo los recientes PAU de la ciudad de Madrid: PAU de Las Tablas, de Montecarmelo, de Sanchinarro, etc. En otras el programa actúa sobre la totalidad o una zona de barrios o distritos existentes, en estos casos finalizado el plan las actuaciones quedan englobadas dentro de los barrios preexistente, bajo su nombre, un ejemplo en Madrid es el PAU de Carabanchel, cuyo desarrollo se extiende entre los distritos de Carabanchel y Latina, concretamente en los Barrios de Buenavista y Cuatro Vientos.

## Características técnicas de un PAU
Los programas de actuación urbanística contendrán las siguientes determinaciones:
- Desarrollo de los sistemas de la estructura general de la ordenación urbanística del territorio.
- Señalamiento de usos y niveles de intensidad, con expresión del aprovechamiento medio en todo su ámbito.
- Trazado de las redes públicas fundamentales de abastecimiento de agua, alcantarillado, teléfonos, energía eléctrica, comunicaciones y demás servicios que se prevean.
- División del territorio en sectores para el desarrollo en etapas.

Los programas de actuación urbanística contendrán los siguientes documentos:
- Memoria de la información urbanística utilizada.
- Planos de información urbanística de los terrenos.
- Planos de ordenación y de situación en relación con el Plan General.
- Plan de etapas.
- Estudio económico-financiero que justifique la viabilidad.

## Listado de PAUs

### Comunidad de Madrid
| Nombre                          | Municipio | Barrio                              | Distrito            | Estado |
| ------------------------------- | --------- | ----------------------------------- | ------------------- | ------ |
| Arroyo del Fresno               | Madrid    | 87. Mirasierra                      | Fuencarral-El Pardo |        |
| Montecarmelo                    | Madrid    | 87. Mirasierra 88. El Goloso        | Fuencarral-El Pardo |        |
| Las Tablas                      | Madrid    | 86. Valverde                        | Fuencarral-El Pardo |        |
| Sanchinarro                     | Madrid    | 166. Valdefuentes                   | Hortaleza           |        |
| Ciudad Aeroportuaria Valdebebas | Madrid    | 214. Timón 166. Valdefuentes        | Barajas Hortaleza   |        |
| Ensanche de Barajas             | Madrid    |                                     | Barajas             |        |
| Carabanchel                     | Madrid    | 106. Cuatro Vientos 116. Buenavista | Latina Carabanchel  |        |
|                                 |           |                                     |                     |        |
|                                 |           |                                     |                     |        |